# Volumen de Hubble

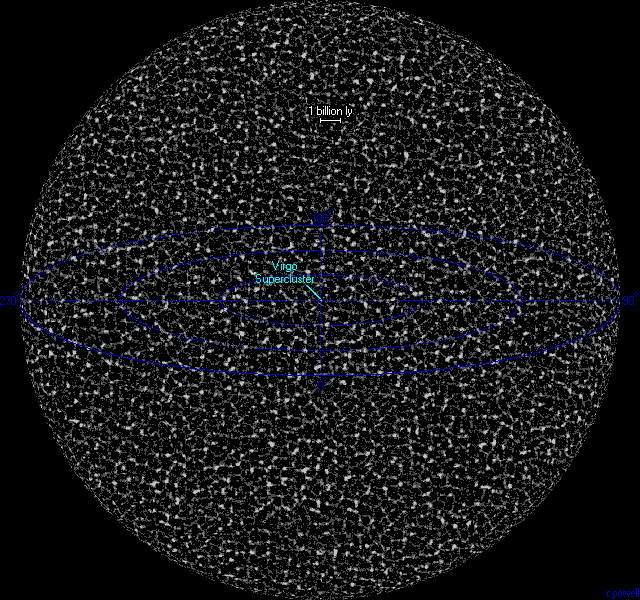
Visualización de la estructura tridimensional a gran escala del universo en el Volumen de Hubble. Los puntos de luz representan grupos de supercúmulos. El Supercúmulo de Virgo —hogar de nuestra Vía Láctea— se encuentra en el centro.

En cosmología se llama volumen de Hubble o esfera de Hubble a la región del universo que rodea a un observador, más allá de la cual los objetos se alejan del mismo a una velocidad mayor que la velocidad de la luz debido a la expansión del universo.
El radio de la esfera de Hubble es {\displaystyle c/H_{0}}, siendo {\displaystyle c} la velocidad de la luz y {\displaystyle H_{0}} la constante de Hubble.
En sentido amplio, el término «volumen de Hubble» puede aplicarse a cualquier región del espacio con un volumen del orden de {\displaystyle (c/H_{0})^{3}}.
Frecuentemente el término se utiliza de forma completamente errónea como sinónimo del universo observable; sin embargo, los dos conceptos no son iguales, ya que el universo visible es notablemente más grande que el volumen de Hubble.

## Expansión del universo
La distancia {\displaystyle c/H_{0}} es conocida como la «longitud de Hubble», «distancia de Hubble» o «radio de Hubble». Es igual a 14.400 millones de años luz en el modelo cosmológico estándar, similar en orden de magnitud —aunque algo mayor— que {\displaystyle c} veces la edad del universo.
Ello se debe a que {\displaystyle 1/H_{0}} ofrece la edad del universo por una extrapolación hacia el pasado que supone una velocidad de recesión de las galaxias constante desde el Big Bang.
Sin embargo, la velocidad de expansión del universo ha cambiado a lo largo del tiempo. En una primera etapa la velocidad de expansión de las galaxias fue ralentizada por la gravedad, mientras que ahora y desde hace unos 6.150 millones de años, debido a la energía oscura, la velocidad de expansión del universo está acelerando —véase aceleración de la expansión del universo—.
Como consecuencia de todo ello, {\displaystyle 1/H_{0}} únicamente es una estimación aproximada de la edad de nuestro cosmos.

## Límite de Hubble
Los confines del volumen de Hubble son conocidos como «límite de Hubble».
La ley de Hubble señala que los objetos en el límite de Hubble se alejan a una velocidad promedio {\displaystyle c} respecto a un observador terrestre. Esto es significativo ya que, en un universo en el cual el parámetro de Hubble hubiera sido constante, la luz emitida ahora por objetos fuera del límite de Hubble nunca podrían ser vistos por un observador terrestre.
Sin embargo, el  parámetro de Hubble no es constante. En un universo de Friedmann en desaceleración, la esfera de Hubble se amplía más deprisa que el propio universo y su límite alcanza la luz emitida por galaxias anteriormente no observables. Por el contrario, en un universo cuya expansión se acelera, la esfera de Hubble se amplía más despacio que el universo, saliendo algunos objetos fuera de la esfera de Hubble.
El límite de Hubble, pues, no define el horizonte de sucesos cosmológicos —es decir, la frontera entre aquellos acontecimientos visibles en un momento dado y aquellos que no lo son nunca—, porque, dependiendo del modelo adoptado, la luz emitida en tiempos remotos por objetos fuera de la esfera de Hubble podría finalmente entrar en la esfera y ser vista.
Si, como comúnmente se acepta, la expansión del universo se acelera, en un futuro algunos objetos dentro del límite de Hubble ya no podrán ser observados.